# György Horváth
György Horváth (Budapest, 21 dicembre 1943 – Budapest, 17 ottobre 1988) è stato un sollevatore ungherese medagliato olimpico, mondiale ed europeo che ha gareggiato nella categoria dei pesi massimi leggeri (fino a 82,5 kg.).

## Biografia
György Horváth ebbe nel triennio 1970-1972 il periodo di maggior successo, durante il quale raccolse tutte le maggiori affermazioni della sua carriera.
Nel 1970 vinse la medaglia d'argento ai campionati europei di Szombathely con 472,5 kg. nel totale di tre prove, dietro al sovietico Gennadij Ivančenko (487,5 kg.) e davanti al polacco Stefan Sochański (465 kg.).
Nel 1971 confermò la medaglia d'argento ai campionati europei di Sofia con 490 kg. nel totale, battuto nuovamente da Ivančenko (500 kg.). Dopo circa tre mesi Horváth ottenne la medaglia di bronzo ai campionati mondiali di Lima con 480 kg. nel totale, alle spalle dell'altro sovietico Boris Pavlov (495 kg.) e del finlandese Kaarlo Kangasniemi (490 kg.).
L'anno seguente György Horváth partecipò alle Olimpiadi di Monaco di Baviera 1972, aggiudicandosi la medaglia di bronzo con 495 kg. nel totale, dietro al norvegese Leif Jenssen (507,5 kg.) e al polacco Norbert Ozimek (497,5 kg.). Questa competizione olimpica era valida anche come campionato mondiale.